# DJ Drama
Tyree Cinque Simmons, né le 22 avril 1978, plus connu sous le nom de DJ Drama, est un artiste américain de hip-hop.

## Carrière cinématographique
DJ Drama est apparu dans le film du rappeur T.I. ATL, en 2006, et dans le film de T-Pain Freaknik: The Musical en 2010.

## Discographie
- 2007 : Gangsta Grillz: The Album
- 2009 : Gangsta Grillz: The Album (Vol. 2)
- 2011 : Third Power
- 2012 : Quality Street Music[2]
- 2014 : Quality Street Music

## Distinctions

### Nominations
- BET Hip Hop Awards
  - DJ de l'année

### Récompenses
- Ozone Awards
  - 2008, Meilleure Mixtape (Hood Generals)